# 비트차구

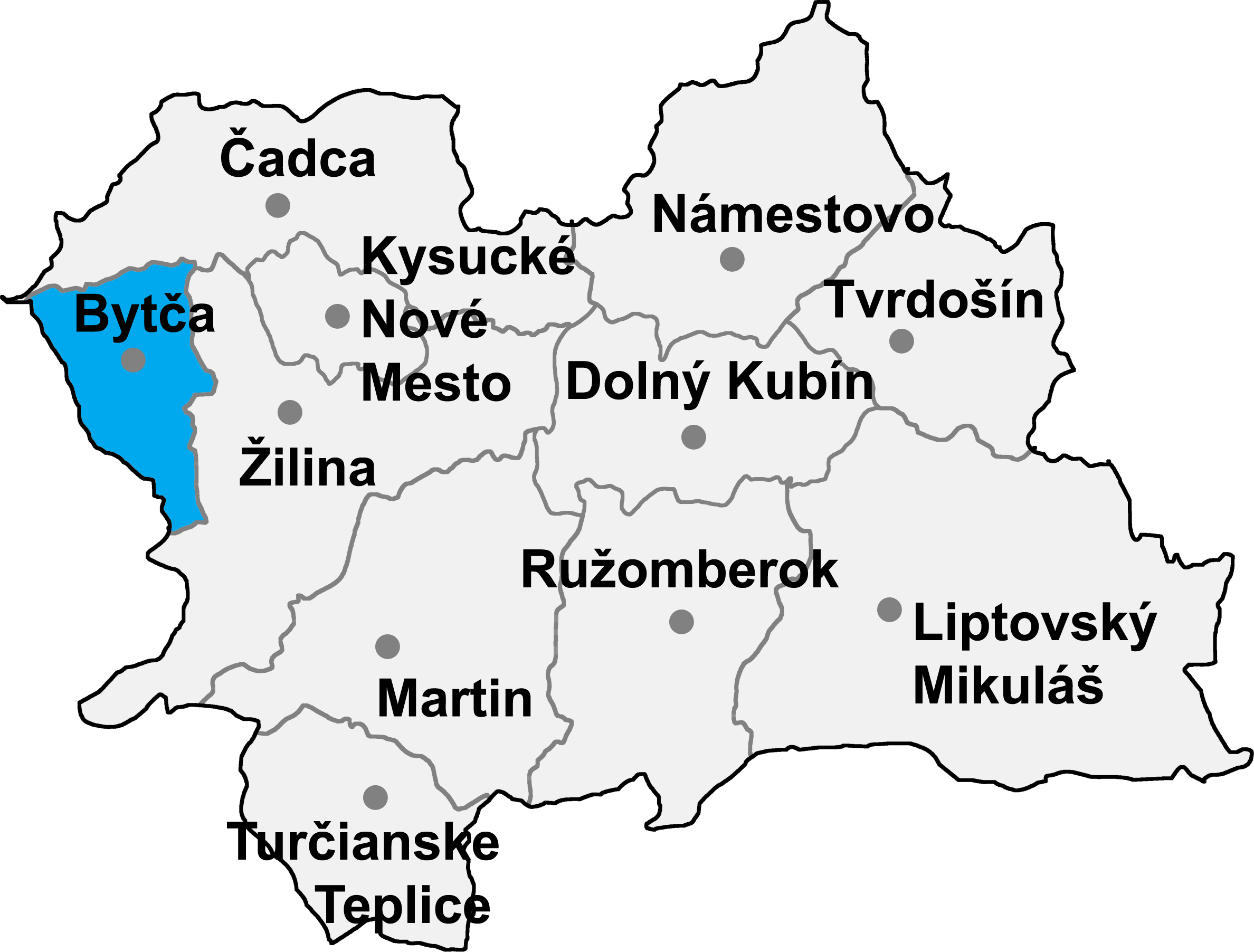
비트차구의 위치

비트차구(슬로바키아어: Okres Bytča)는 슬로바키아 질리나주를 구성하는 11개 구 가운데 하나로 행정 중심지는 비트차이며 면적은 281.64km2, 인구는 30,682명(2014년 기준), 인구 밀도는 108.94명/km2이다.
질리나주 북서부에 위치하며 12개 지방 자치체(1개 시, 11개 마을)를 관할한다. 북쪽으로는 차트차구, 동쪽으로는 질리나구, 남쪽과 서쪽으로는 트렌친주 포바슈스카비스트리차구와 접한다.